# Turgenitubulus pagodula
Turgenitubulus pagodula é uma espécie de gastrópode  da família Camaenidae.
É endémica da Austrália.